# 霍爾馬爾·厄恩·埃約爾森
霍爾馬爾·厄恩·埃約爾森（1990年6月6日—）是一位冰島足球運動員。在場上的位置是後衛。他現在效力於挪威足球超級聯賽球隊洛辛堡足球俱樂部。他的父親也是一位足球運動員。他也代表冰島國家足球隊參賽。